# Clément Soubeyras
Pas d'image ? Cliquez ici

a Compétitions nationales et continentales officielles uniquement.

b Matchs officiels uniquement.
Clément Soubeyras est un joueur de rugby à XIII français évoluant au poste d'arrière ou d'ailier. Formé au rugby à XIII, il débute avec Carpentras avant de rejoindre Pia puis en 2013 Carcassonne. Ses performances en club l'ont amené à jouer en équipe de France à partir de 2012.

## Biographie
Après le retrait de Pia, il rejoint aux côtés de Maxime Grésèque et Ben Vaeau le club de  Carcassonne.

## Palmarès
- Vainqueur du Championnat de France : 2013 (Pia) et 2022 (Carcassonne).
- Vainqueur de la Coupe de France : 2017 et 2019 (Carcassonne).
- Finaliste du Championnat de France : 2012 (Pia), 2015, 2016, 2019 et 2021 (Carcassonne).
- Finaliste de la Coupe de France : 2012 (Pia) et 2014 (Carcassonne).

### En club
| Saison    | Club        | Compétition           | Matchs | Points | Essais | Goals | Drops |
| --------- | ----------- | --------------------- | ------ | ------ | ------ | ----- | ----- |
| 2008-2009 | Carpentras  | Championnat de France | 19     | 64     | 16     | -     | -     |
| 2009-2010 | Carpentras  | Championnat de France | 12     | 20     | 5      | -     | -     |
| 2010-2011 | Carpentras  | Championnat de France | 20     | 40     | 10     | -     | -     |
| 2011-2012 | Pia         | Championnat de France | 20     | 76     | 19     | -     | -     |
| 2012-2013 | Pia         | Championnat de France | 16     | 64     | 16     | -     | -     |
| 2013-2014 | Carcassonne | Championnat de France | 8      | 16     | 4      | -     | -     |
| 2014-2015 | Carcassonne | Championnat de France | 23     | 56     | 14     | -     | -     |
| 2015-2016 | Carcassonne | Championnat de France | 24     | 85     | 21     | -     | 1     |
| 2016-2017 | Carcassonne | Championnat de France | 21     | 68     | 17     | -     | -     |
| 2017-2018 | Carcassonne | Championnat de France | 19     | 52     | 13     | -     | -     |
| 2018-2019 | Carcassonne | Championnat de France | 19     | 52     | 13     | -     | -     |
| 2019-2020 | Carcassonne | Championnat de France | 11     | 16     | 4      | -     | -     |
| 2020-2021 | Carcassonne | Championnat de France | 1      | -      | -      | -     | -     |